# Quartier juif (série télévisée)
Pour les articles homonymes, voir Quartier juif.
Quartier juif (en arabe حارة اليهود Hāret el-Yahūd) est une série télévisée égyptienne écrite par Medhat al-Adl et réalisée par Mohamed Gamal El-Adl. Elle est diffusée sur AlHayah TV chaque jour du mois de Ramadan 1436 AH, soit du 19 juin au 19 juillet 2015. Selon son scénariste, la série retourne sur l’époque où l’Égypte était un pays où des religions et peuples différents coexistaient dans un pays cosmopolite.

## Synopsis
La romance entre Ali, un officier de l’armée égyptienne, et Laila, une jeune femme juive au Caire, est troublée par la montée du nationalisme égyptien et les tensions dues à l'indépendance d'Israël entre la révolution de 1952 et la crise du canal de Suez de 1956.

## Distribution
- Ali :  Iyad Nassar
- Laila : Menna Shalabi

## Sources
- (en) « Talk show host Medhat al-Adl: The Jews were of Egypt’s fabric », Egypt Independent,‎ 3 février 2015 (lire en ligne).
- (en) « Haret El Yahood, Jews Alley », sur El Cinema.com.
- Majda Abdellah, « « Quartier juif » : la série égyptienne qui fait polémique », Jeune Afrique,‎ 22 juin 2015 (lire en ligne).
- Fanny Arlandis, « Les juifs égyptiens, héros d’une série télévisée du Ramadan », Slate.fr,‎ 24 juin 2015 (lire en ligne).
- (en) David D. Kirpatrick, « For Egypt, TV Show’s Shocking Twist Is Its Sympathetic Jews », The New York Times,‎ 23 juin 2015 (lire en ligne).
- Elhanan Miller, « Dans une nouvelle série égyptienne, les Juifs sont les gentils », The Times of Israel,‎ 5 juin 2015 (lire en ligne).